# Записи (албум)
Записи је назив другог албума Биље Крстић и Бистрик Оркестра. Он је издат 2003. године од стране издавачке куће "Хи-Фи центар".

## Опис
| „                                           | После скоро двогодишњег интензивног концертирања по земљи и иностранству, осетили смо потребу да трајно забележимо песме које су припремљене да допуне трајање материјала са албума “Бистрик“ до уобичајених 90-ак минута. Сматрали смо природним да албум настане у оквиру студијског сесиона, на коме бисмо нумере одсвирали онако како то чинимо на концертима, дакле сви и све одједном, без накнадних надсинхронизација. Зато снимци одишу свежином и спонтаношћу живе свирке, без обзира на каснији продуцентски третман звука. Као бонус, додали смо измењене верзије неких од песама приређених за филм „Зона Замфирова“. Овим албумом желимо да заокружимо први период нашег рада. | ” |
| — Биља Крстић о албуму Записи, 2003. године | |   |

## Песме
- Пуче пушка низ гору зелену
- Где има вода студена, Радуле
- Ерген дедо
- Ој, Мораво
- Прошета девет, мајко, години
- Зурли трештат на сред село
- Јовано, Јованке
- Велико народно оро
- Шаргор коло

Бонус песме на ЦД-у:
- Петлови појев
- Не гони коња мори момиче